# Солнечный берег (фильм)
«Солнечный берег» (англ. Suncoast) — американская драма 2024 года режиссёра Лоры Чинн. В главных ролях снялись Лора Линни, Нико Паркер и Вуди Харрельсон. Сценарий Чинн попал в Чёрный список лучших сценариев 2020 года. Сюжет основан на собственном опыте Чинн начала 2000-х годов.
Премьера фильма состоялась 21 января 2024 года на кинофестивале «Сандэнс», после чего 9 февраля 2024 года фильм станет доступен на сервисе Hulu.

## Сюжет
Флорида, 2005 год. Подросток Дорис живёт с матерью и братом. Семейная жизнь неспокойна, её брат попал в тяжелую ситуацию. Дорис и её матери приходится заботиться о нём. Девушка мечтает стать членом популярной детской группировки в своей школе. Однажды брата Дорис помещают в специальное учреждение. Там она заводит необычную дружбу с живущим там эксцентричным активистом, который протестует против одного из самых новаторских медицинских случаев всех времён.

## В ролях
- Нико Паркер — Дорис
- Лора Линни — Кристин
- Вуди Харрельсон — Пол
- Элла Андерсон
- Даниэлла Тейлор
- Амарр — Нейт
- Ариэль Мартин — Ласи
- Кри Кава — брат Дорис
- Пэм Догерти
- Мэтт Уолш

## Производство
В августе 2022 года стало известно, что Харрельсон, Линни и Паркер сыграют главные роли в фильме, права на прокат которого приобретены компанией Searchlight Pictures.
Основные съёмки начались в Чарлстоне 20 сентября 2022 года. В конце того же месяца съемки были приостановлены из-за урагана «Йен». Съёмки возобновились в Монкс Корнер, Южная Каролина, в октябре 2022 года.
Постпродакшн фильма завершился в конце 2023 года.
Премьера фильма состоялась 21 января 2024 года на кинофестивале «Сандэнс», после чего 9 февраля 2024 года фильм станет доступен на сервисе Hulu.